# Megadeth
Megadeth je ameriška heavy metal skupina, ki sta jo leta 1983 v Los Angelesu ustanovila vokalist/kitarist Dave Mustaine in basist David Ellefson. Skupina Megadeth, znana po svojih tehnično zapletenih kitarskih delih in glasbenem ustvarjanju, spada skupaj z Metallico, Anthraxom in Slayerjem med »veliko četverico«, odgovorno za razvoj in popularizacijo žanra ameriškega thrash metala. Njihova glasba vsebuje zapletene aranžmaje in hitre ritmične odseke ter lirične teme o smrti, vojni, politiki, osebnih odnosih in religiji.
Leta 1985 je Megadeth izdal svoj prvi album Killing Is My Business... and Business Is Good! pri neodvisni založbi Combat Records, ki je doživel zmeren uspeh. Pritegnil pa je pozornost večjih založb, zaradi česar je skupina podpisala pogodbo s Capitol Records. Njihov prvi album z večjo založbo, Peace Sells... but Who's Buying?, je izšel leta 1986 in bil velik hit na underground metal sceni. Zloraba substanc članov skupine in osebni spori so v poznih osemdesetih letih dvajsetega stoletja prinesli Megadethu slab sloves v medijih. Kljub temu so izdali številne uspešne albume, med drugim So Far, So Good... So What! (1988), Rust in Peace (1990) in Countdown to Extinction (1992). Ti albumi so jim skupaj s svetovnimi turnejami prinesli javno prepoznavnost.
Megadeth je od nastanka zamenjal številne kitariste, bobnarje in basiste, pri čemer je bil Mustaine edini stalni član skupine. Skupina je začasno razpadla leta 2002, ko je Mustaine utrpel poškodbo roke, in se leta 2004 ponovno združila brez Ellefsona, ki je zoper Mustaina vložil tožbo. Ellefson je tožbo poravnal izven sodišča in se ponovno pridružil leta 2010, a je bil leta 2021 iz skupine zaradi obtožb o spolnih prestopkih odpuščen. V sestavi Megadetha so trenutno Mustaine, kitarist Kiko Loureiro in bobnar Dirk Verbeuren, nekdanji basist James LoMenzo pa sodeluje kot spremljevalni basist na turnejah.
Megadeth je po vsem svetu prodal 38 milijonov plošč, za šest od petnajstih studijskih albumov v ZDA pridobil platinasti certifikat in prejel dvanajst nominacij za grammyja. Leta 2017 je osvojil svojo prvo nagrado grammy za pesem »Dystopia« v kategoriji za najboljšo metal izvedbo. Maskota skupine Vic Rattlehead se redno pojavlja na umetniških delih albuma in tudi v živo. Skupina zbuja polemike glede njihove glasbe in besedil, ki so vodile v prepovedi prodaje albumov in odpovedane koncerte; MTV ni hotel predvajati dveh videospotov skupine, za katera je omrežje menilo, da spodbujata samomor. Megadeth je od julija 2005 večkrat organiziral svoj glasbeni festival Gigantour, oktobra 2019 pa je imel svoj prvi letni MegaCruise.

## Zgodovina

### 1983–1987: Začetek,Killing Is My BusinessinPeace Sells
11. aprila 1983 je bil Dave Mustaine odpuščen iz skupine Metallica tik pred snemanjem prvega albuma Kill 'Em All zaradi zlorabe substanc in osebnih sporov z Jamesom Hetfieldom ter Larsom Ulrichom. Mustaine je kot prvi kitarist Metallice od leta 1981 zložil nekaj zgodnjih pesmi skupine in pripomogel k usklajevanju članov. Po odpustitvi se je Mustaine zaobljubil, da se bo maščeval tako, da bo ustanovil skupino, ki bo imela hitrejši in trši slog od Metallice. Na avtobusnem potovanju nazaj v Los Angeles je Mustaine prebiral brošuro kalifornijskega senatorja Alana Cranstona, na kateri je pisalo: »Arzenala za megasmrt se ni mogoče znebiti ne glede na mirovne pogodbe.« Izraz »Megadeath« (množično umiranje) se je Mustainu vtisnil v spomin in napisal je pesem z malce spremenjenim črkovanjem v Megadeth, izraz, ki je po Mustainovih besedah predstavljal uničenje moči.
Po prihodu v Los Angeles je Mustaine začel iskati nove člane za svojo skupino. Ustanovil je skupino Fallen Angels, po številnih spremembah zasedbe pa se je ime skupine spremenilo v Megadeth. Kot ustanovitelj skupine je v skupino priključil svoja nova soseda Davida Ellefsona in Grega Handevidta, ki sta se preselila iz Minnesote v Los Angeles ter igrala bas in kitaro.
Medtem ko je Handevidt v skupini ostal le nekaj mesecev, sta Mustaine in Ellefson oblikovala močno glasbeno vez. Kljub navdušenju je imel Mustaine težave pri iskanju drugih članov, ki bi zapolnili zasedbo. Z Ellefsonom sta opravila avdicijo približno petnajstih bobnarjev v upanju, da bosta našla enega, ki razume spremembe takta v glasbi. Po kratkem igranju z Dijonom Carruthersom sta izbrala Leeja Rauscha. Po šestih mesecih iskanja pevca se je Mustaine odločil, da bo sam prevzel vodilni vokal. Med pevci, ki so se začasno pridružili skupini, sta bila Billy Bonds in John Cyriis, ki je po odhodu iz skupine Megadeth ustanovil skupino Agent Steel.

Leta 1984 je Megadeth posnel demo s tremi skladbami, na katerem so nastopili Mustaine, Ellefson in Rausch. Demo posnetek, Last Rites, je izšel 9. marca 1984. Predstavljal je zgodnje različice pesmi »Last Rites/Loved to Death«, »The Skull Beneath the Skin« in »Mechanix«, ki so se pojavile na prvem albumu skupine. Skupini ni uspelo najti kompatibilnega drugega kitarista. Kerry King iz skupine Slayer je spomladi leta 1984 nastopil na ritem kitari na več koncertih na območju San Francisca. Nato se je vrnil v Slayer, Megadeth pa je Rauscha zamenjal z jazz fusion bobnarjem Garom Samuelsonom; uradno se je pridružil Megadethu 24. oktobra 1984. Samuelson je bil pred tem v jazz skupini The New Yorkers s kitaristom Chrisom Polandom. Potem ko je Samuelson kot trio nastopil z Megadeth, se je Poland odpravil v zakulisje in predlagal improvizirano avdicijo za prvega kitarista skupine; decembra 1984 se je tudi on pridružil Megadethu.
Po premisleku o različnih založbah je Mustaine podpisal pogodbo pri Combat Records, neodvisni newyorški založbi, ki je Megadethu ponudila največ denarja za snemanje in turnejo. Leta 1985 je Combat Records skupini dala 8000 dolarjev za snemanje in produkcijo njihovega prvega albuma. Člani so porabili polovico tega zneska za droge, alkohol in hrano, nato pa so odpustili prvotnega producenta in sami zaključili album.
Kljub cenenemu zvoku je bil Killing Is My Business... and Business Is Good! razmeroma uspešen v underground metalskih krogih in pritegnil zanimanje velikih založb. Glasbeni pisec Joel McIver ga je pohvalil za izjemno tehniko in izjavil, da je album »dvignil prag za vso thrash metal sceno, pri čemer so zdaj kitaristi prisiljeni nastopati še natančneje in močneje«. Na naslovnici se je prvič pojavila maskota skupine z imenom Vic Rattlehead, ki se odtlej redno pojavlja na naslovnicah.
Killing Is My Business... and Business Is Good! vsebuje »Mechanix«, pesem, ki jo je Mustaine napisal v času, ko je sodeloval z Metallico. Čeprav je Mustaine po odhodu skupini rekel, naj ne uporablja glasbe, ki jo je napisal, je Metallica posnela njeno različico s počasnejšim tempom in melodičnim srednjim delom pod naslovom »The Four Horsemen«. Album je vseboval tudi priredbo pesmi Nancy Sinatra »These Boots Are Made for Walkin«, v hitrejšem tempu in s spremenjenim besedilom. Megadethova različica je v devetdesetih letih povzročila polemike, ko je njen avtor Lee Hazlewood Mustainove spremembe označil za »podle in žaljive«. Zaradi pravnih groženj je bila pesem med letoma 1995 in 2001 odstranjena iz izvodov.

Sredi leta 1985 je Megadeth skupaj s kanadsko speed metal skupino Exciter odigral svojo prvo severnoameriško turnejo: Killing for a Living Tour. Spremljevalni kitarist na turnejah Mike Albert je zamenjal Polanda, ki se je boril z odvisnostjo od drog. Poland se je oktobra 1985 ponovno pridružil Megadethu, tik preden je skupina začela snemati svoj drugi album.
Po Mustainovih besedah se je skupina znašla pod pritiskom, da predstavi še en uspešen album: »Ta maturitetna ponudba je »vse ali nič« vsake skupine. Ali greš na višjo stopnjo, ali pa je to začetek konca.« Pesmi so razmeroma hitro razvili v starem skladišču južno od Los Angelesa, preden se je začelo snemanje. Mustaine je napisal glasbo, drugi člani pa so dodajali svoje zamisli za aranmžmaje.

Album so producirali s proračunom v višini 25.000 dolarjev založbe Combat Records. Nezadovoljna s svojimi finančnimi omejitvami je skupina zapustila Combat in podpisala pogodbo s Capitol Records. Capitol je odkupil pravice do albuma in najel producenta Paula Lanija za remiks prejšnjih posnetkov. Peace Sells... but Who's Buying? je izšel konec leta 1986 in ima čistejšo produkcijo in bolj prefinjena besedila. Mustaine je želel pisati družbeno zavedna besedila, za razliko od večine drugih heavy metal zasedb, ki so pele o »hedonističnih užitkih«. Album je znan po svojih političnih komentarjih in je pomagal Megadethu razširiti svojo bazo oboževalcev. Naslovna pesem je bila glavni singl albuma, spremljal pa jo je tudi videospot, ki se je redno predvajal na MTV-ju.
Februarja 1987 je Megadeth nastopil kot uvodna skupina na turneji Constrictor skupine Alice Cooper, naslednji mesec pa je v Združenem kraljestvu začel svojo prvo svetovno turnejo. 72-tedensko turnejo sta spremljali skupini Overkill in Necros, nadaljevala pa se je v ZDA. Mustaine in Ellefson sta med turnejo razmišljala o odpustu Samuelsona zaradi zlorabe drog. Po besedah Mustaina je Samuelson v alkoholiziranem stanju postal preveliko breme. Bobnar Chuck Behler je z Megadeth potoval na zadnje koncerte turneje, saj so se drugi člani skupine bali, da Samuelson ne bo mogel nadaljevati. Poland se je prepiral z Mustainom in bil obtožen prodajanja glasbene opreme za nakup heroina. Posledično so Samuelsona in Polanda leta 1987 prosili, da zapustita Megadeth, Behler pa je postal njihov novi stalni bobnar.
Polanda je sprva nadomestil Jay Reynolds iz skupine Malice, a je šest tednov po začetku dela na tretjem albumu Reynoldsa zamenjal njegov učitelj kitare Jeff Young.

### 1987–1991:So Far, So Good... So What!inRust in Peace
Paul Lani je s proračunom velike založbe produciral album So Far, So Good... So What!, katerega snemanje je trajalo pet mesecev. Pri produkciji je bilo veliko težav, deloma zaradi Mustainovega boja z odvisnostjo od drog. Mustaine je kasneje dejal: »Produkcija So Far, So Good... So What! je bila grozljiva, predvsem zaradi drog in prioritet, ki smo jih ali pa nismo takrat imeli.« Mustaine se je sprl z Lanijem, en od vzrokov je bilo Lanijevo vztrajanje, da se morajo bobni posneti ločeno od činel, kar je bilo za rock bobnarja nezaslišano. Mustaine in Lani sta se med miksanjem odtujila in posledično je bil Lani zamenjan z Michaelom Wagenerjem, ki je album ponovno zmiksal.
So Far, So Good... So What! je izšel januarja 1988 in bil pozitivno sprejet s strani oboževalcev in kritikov. Vseboval je priredbo pesmi »Anarchy in the U.K.« skupine Sex Pistols; Mustaine je spremenil besedilo in pozneje dejal, da jih je preprosto napačno slišal. Za podporo albumu se je Megadeth odpravil na svetovno turnejo, ki je trajala skoraj osem mesecev. Skupina je (skupaj s Savatageom) nastopila na Diovi turneji Dream Evil in podprla Iron Maiden na njihovi turneji Seventh Son of a Seventh Son, oboje v ZDA. Prav tako so nastopili na severnoameriški turneji skupaj z Warlockom in Sanctuaryjem (čigar prvi album Refuge Denied je produciral Mustaine) ter evropski turneji s Testamentom, Nuclear Assaultom, Flotsam and Jetsamom in Sanctuaryjem.
Junija 1988 se je Megadeth pojavil v dokumentarnem filmu režiserke Penelope Spheeris z naslovom The Decline of Western Civilization Part II: The Metal Years. Dokumentarec pripoveduje o losangeleški heavy metal sceni v poznih osemdesetih letih, in Spheeris, ki je režirala Megadethov videospot »Wake Up Dead«, se je odločila, da jih v dokumentarec vključi kot resnejšo skupino v nasprotju z ostalimi glam metal skupinami. Mustaine je film označil za razočaranje, saj je Megadeth postavil ob »kopico usranih bendov«.
Avgusta se je skupina pojavila na festivalu Monsters of Rock na gradu Donington v Združenem kraljestvu, kjer je nastopila pred več kot 100.000 gledalci. Na enem nastopu je gostoval bobnar Metallice Lars Ulrich. Skupina je bila dodana na evropsko turnejo Monsters of Rock, a je po prvem nastopu odšla zaradi Ellefsonovih težav z mamili, ki je bil zaradi tega takoj poslan na zdravljenje. Megadeth je nadomestil Testament.
Kmalu po nastopu na Monsters of Rock je Mustaine odpustil Behlerja in Younga ter preklical avstralsko turnejo. »Na cesti so stvari iz malega obmejnega spora prerasle v polno divjo vojno,« je kasneje dejal Mustaine. »Mislim, da smo bili mnogi nedosledni zaradi [drog].« Mustaine je med turnejo opazil težave pri Behlerju in kot Behlerjevega bobnarskega tehnika pripeljal bobnarja Nicka Menzo. Tako kot pri Samuelsonu naj bi Menza prevzel bobne, če Behler ne bi mogel nadaljevati turneje. Menza je Behlerja zamenjal leta 1989. Youngova razrešitev je bila posledica Mustainovega suma, da je imel afero z Mustainovim dekletom, kar je Young zanikal.

Bendu ni uspelo hitro najti primerne zamenjave za Younga. Leto 1989 je bilo prvo, ko Megadeth ni šel na turneje in ni nastopil niti enkrat, so pa posneli priredbo pesmi »No More Mr. Nice Guy« Alicea Cooperja, ki se je pojavila kot filmska glasba grozljivke Wesa Cravena z naslovom Shocker. Video je režirala Penelope Spheeris, ki se je snemanja spomnila kot »herkulskega podviga«, saj Mustaine zaradi težav z odvisnostjo ni mogel igrati kitare. Med avdicijami za novega prvega kitarista marca 1989 je bil Mustaine aretiran zaradi vožnje pod vplivom in posedovanja narkotikov, potem ko je trčil v parkirano vozilo, v katerem je bil policist. Mustaine je kmalu zatem po odredbi sodišča vstopil v program za zdravljenje odvisnikov od drog in prvič po desetih letih zaživel brez drog.
S treznim Mustainom je Megadeth nadaljeval iskanje novega prvega kitarista. Kitarist Guns N 'Roses Slash je nekaj časa igral skupaj z Mustainom in Ellefsonom, in čeprav se je zdelo, da bi se lahko pridružil Megadethu, je ostal pri Guns N' Roses. Položaj so ponudili Dimebagu Darrellu iz Pantere, vendar je dogovor padel v vodo, ko je Mustaine zavrnil njegovo zahtevo, da poleg njega zaposli še njegovega brata, bobnarja Pantere Vinnieja Paula, saj je že najel Menzo. Prav tako je zavrnil ponudbo Criss Oliva, ker ni hotel zapustiti Savatagea. Na avdiciji je bil tudi Jeff Loomis, ki je kasneje ustanovil progresivne metalske velikane Nevermore, a je Mustaine menil, da je premlad, saj je štel takrat le 18 let.
Mesto kitarista je na priporočilo Rona Laffitteja, člana uprave Capitola, zasedel Marty Friedman. Laffitte je slišal Dragon's Kiss, solo posnetek Friedmana, ko je bil v Cacophonyji. Mustaine in Ellefson sta bila zadovoljna s Friedmanovim slogom in menila, da razume glasbo Megadetha. S Friedmanom v skupini je skupina dopolnila tisto, kar oboževalci označujejo za ultimativno zasedbo Megadetha. Oživljena skupina je marca 1990 vstopila v studio pri Rumbo Recorders s koproducentom Mikeom Clinkom, da bi začela s snemanjem njihovega najbolj kritiško priznanega albuma, Rust in Peace. Clink je bil prvi producent, ki je dokončal album Megadetha, ne da bi bil prej odpuščen. Njegovo snemanje je bilo prikazano v Rusted Pieces, dokumentarcu, ki je izšel leta 1991 za domači video s šestimi videospoti in intervjujem z zasedbo.
Rust in Peace je izšel septembra 1990 in se povzpel na 23. mesto v Združenih državah in osmo v Združenem kraljestvu. Mustaine je razvil slog pisanja z ritmično zapleteno, progresivno ostrostjo, pesmi pa so vsebovale daljše kitarske solaže in pogoste spremembe tempa. Album, ki ga je revija Decibel označila za žanrsko opredeljujoče delo, je utrdil ugled Megadetha v glasbeni industriji. Vsebuje singla »Holy Wars... The Punishment Due« in »Hangar 18«, ki sta ju spremljala videospota. Rust in Peace je leta 1991 prejel nominacijo za grammyja za najboljšo metal izvedbo in je bil certificiran decembra 1994 kot tretji platinasti album skupine.
V začetku leta 1990 se je Megadeth pridružil Slayerju, Testamentu in Suicidal Tendencies na uspešni evropejski turneji Clash of the Titans, na kateri je nastopilo več ameriških thrash metal skupin. Naslednje leto se je začela ameriška turneja, na kateri so nastopili Megadeth, Slayer in Anthrax ob spremljavi skupine Alice in Chains. Turneja je imela več glavnih zasedb, saj se je razpored skupin menjal za vsak koncert. Poleg turneje Clash of the Titans je Megadeth (skupaj s Testamentom) spremljal skupino Judas Priest na njihovi severnoameriški turneji Painkiller konec leta 1990 in se januarja 1991 pojavil na drugem festivalu Rock in Rio. Julija 1991 je bila pesem »Go to Hell« predstavljena v filmu Čudovita pustolovščina Billa in Teda in vključena tudi na album s filmsko glasbo.

### 1991–1996:Countdown to ExtinctioninYouthanasia
Snemanje petega studijskega albuma skupine se je začelo januarja 1992 v Enterprise Studios v Burbanku v Kaliforniji. Za produkcijo je bil izbran Max Norman, saj je bila skupina zadovoljna z njegovim miksanjem albuma Rust in Peace. Megadeth je z Normanom v studiu preživel skoraj štiri mesece in skupaj so napisali ter posneli album Countdown to Extinction, ki je postal komercialno najuspešnejši album skupine. Album, katerega naslov je predlagal Menza, vključuje prispevke vsakega člana skupine. Ellefson je pojasnil, da je skupina za ta album spremenila svoj pristop k ustvarjanju glasbe in začela pisati bolj melodične pesmi.
Izdan julija 1992, se je Countdown to Extinction na lestvici Billboard 200 povzpel na drugo mesto in v ZDA prejel dva platinasta naslova. Uspeh albuma v tujini je skupini pomagal razširiti število oboževalcev tudi zunaj ZDA. Album je bil na podelitvi grammyjev leta 1993 nominiran za najboljšo metal izvedbo, njegova naslovna skladba pa je leta 1993 prejela nagrado Genesis od Humane Society za ozaveščanje o pravicah živali. Ellefson je kasneje povedal, da sta bila s Friedmanom razočarana, ker Megadeth ni osvojil grammyja: »To je bil tako bizaren trenutek, saj se je zdelo, kot da je vse delo, ki je bilo v album vloženo do tiste noči, dobesedno izginilo v sekundi.«
Konec leta 1992 se je začela svetovna turneja v podporo albumu, pri kateri sta kot spremljevalni skupini nastopili Pantera in White Zombie. Turneja je v začetku leta 1993 vključevala severnoameriški del s spremljevalno skupino Stone Temple Pilots. Po enem mesecu so bili preostali nastopi, vključno z nastopi na Japonskem, odpovedani, ker se je Mustaine vrnil k zlorabi substanc in končal na urgenci. Po sedmih tednih rehabilitacije je Mustaine ponovno postal trezen in skupina se je vrnila v studio, da bi posnela »Angry Again«. Pesem je predstavljena v filmu Zadnja velika avantura iz leta 1993, leta 1994 pa je prejela nominacijo za grammyja.
Sredi leta 1993 je Megadeth nastopil na številnih koncertih z Metallico v Evropi. Prvi je bil v Milton Keynes Bowlu v Angliji in je vključeval skupino Diamond Head. Julija je bil Megadeth dodan kot spremljevalna skupina na Aerosmithovi turneji Get a Grip, vendar je bil po treh nastopih odstranjen s programa. Aerosmith je dejal, da je bil Megadeth »odstranjen« zaradi Mustainovega nepredvidljivega vedenja, medtem ko je Capitol Records dejal, da je bila to posledica »umetniških omejitev«. Po odpovedani turneji po ZDA se je Megadeth vrnil v studio, da bi posnel »99 Ways to Die«, ki se je pojavil na The Beavis and Butt-Head Experience, kompilacijskem albumu, ki je izšel novembra in vsebuje pesmi, med katerimi so komentarji glavnih junakov animirane serije Beavis in Butt-Head. Pesem je bila leta 1995 nominirana za najboljšo metal izvedbo na podelitvi nagrad Grammy. V tem času je skupina posnela priredbo pesmi »Paranoid« skupine Black Sabbath, ki se je pojavila na albumu Nativity in Black v čast Black Sabbathu; naslednje leto je bil album nominiran za grammyja.
V začetku leta 1994 je Megadeth ponovno združil moči s producentom Maxom Normanom za produkcijo naslednjega albuma. Ker so trije člani skupine takrat živeli v Arizoni, se je delo začelo v Phase Four Studios v Phoenixu. Nekaj dni po začetku predprodukcije so težave z opremo prisilile skupino, da si poišče drug studio. Mustaine je vztrajal pri snemanju v Arizoni, vendar ni bilo mogoče najti ustreznega snemalnega objekta. Na Normanovo željo je skupina v Phoenixu v najetem skladišču zgradila lasten snemalni studio, pozneje imenovan »Fat Planet in Hangar 18«. Med gradnjo studia je bilo veliko predprodukcijskega pisanja in aranžmajev narejenih pri Vintage Recorders v Phoenixu. Na Normanov predlog so imele skladbe v albumu Youthanasia počasnejši tempo kot v prejšnjem albumu, približno 120 udarcev na minuto. Skupina je opustila progresivni pristop iz prejšnjih albumov in se osredotočila na močnejše vokalne melodije in dostopnejše, radijem prijazne aranžmaje. To je bilo prvič, da je skupina napisala in sestavila celoten album v studiu, vključno z osnovnimi skladbami, ki jih je celotna skupina posnela v živo. Zakulisje snemanja albuma je bilo posneto in izdano pod naslovom Evolver: The Making of Youthanasia leta 1995.
Po osmih mesecih studijskega dela je Youthanasia izšla novembra 1994. Takoj se je povzpela na četrto mesto na Billboard 200 in se uvrstila na lestvice v več evropskih državah. Album je na dan izida v Kanadi dosegel zlato naklado, v ZDA pa platinasto dva meseca kasneje. Megadeth je najel modnega fotografa Richarda Avedona, da bi okrepili podobo skupine. Po njegovih navodilih so člani skupine zamenjali kavbojke in majice za bolj premišljen videz. Za promocijo albuma je skupina v New Yorku odigrala predstavo za noč čarovnic z naslovom »Night of the Living Megadeth«, ki se je v živo predvajala na MTV-ju. Novembra je skupina dvakrat nastopila na Late Showu z Davidom Lettermanom. Na prvem nastopu je igrala »Train of Consequences«, na drugem pa »A Tout le Monde«.
Novembra 1994 se je začela enajstmesečna turneja v Južni Ameriki. Leta 1995 je Megadeth igral v Evropi in Severni Ameriki z več spremljevalnimi skupinami, med drugim Corrosion of Conformity, Korn in Fear Factory. Turneja je dosegla vrhunec z nastopom na festivalu Monsters of Rock v Braziliji, kjer so nastopili skupaj z Alice Cooper in Ozzyjem Osbournom. Januarja 1995 se je Megadeth pojavil v filmski glasbi grozljivke Pripovedke iz grobnice: Demonski vitez s pesmijo »Diadems«. Julija je Megadeth izdal Hidden Treasures, extended play s pesmimi, ki so se prvotno pojavile v filmski glasbi in tribute albumih.
Po zaključku obsežne svetovne turneje v podporo Youthanasiji si je Megadeth večji del leta 1996 vzel premor, tako da je bilo to drugo leto po 1989, ko skupina ni imela nobenega nastopa v živo. V tem času je Mustaine začel delati na MD.45, stranskem projektu z vokalistom Leejem Vingom iz skupine Fear. Dvojica je najela bobnarja Jimmyja DeGrassa, ki je v začetku tistega leta igral z Alice Cooper na južnoameriški turneji Monsters of Rock. Marty Friedman je v svojem novem domu v Phoenixu zgradil studio in dokončal svoj četrti solo album, ki je izšel aprila 1996.

### 1996–2000:Cryptic WritingsinRisk
Septembra 1996 je Megadeth odšel v London, da bi začel delati na naslednjem albumu. Pisanje besedil je skrbno nadzoroval novi menedžer Bud Prager, ki je prispeval glasbene ideje in besedila; veliko besedil in naslovov pesmi je bilo spremenjenih na njegovo zahtevo. V zvezi s Pragerjevim vplivom je Mustaine pozneje zapisal: »Ugotovil sem, da bi mi morda ta tip [Prager] lahko pomagal do tiste neotipljive plošče številka ena, ki sem si jo tako močno želel.« Album, posnet v Nashvilleu, je bilo prvo Megadethevo sodelovanje s producentom country popa Dannom Huffom, ki je leta 1990 spoznal Mustaina.
Cryptic Writings je izšel junija 1997. Album je dosegel deseto mesto na Billboard 200, na koncu pa je v ZDA dosegel zlato naklado. Njegov glavni singel »Trust« je prišel na peto mesto na lestvici Mainstream Rock Tracks in bil leta 1998 nominiran za najboljšo metal izvedbo na podelitvi grammyjev. Čeprav so se vsi štirje singli z albuma uvrstili med prvih 20 na Billboardovi lestvici Mainstream Rock Tracks,  so bili odzivi novinarjev na album mešani. Album je vseboval pester nabor pesmi, ki jih je Los Angeles Times opisal kot »vzbujajoče ravnovesje« med starejšim materialom in eksperimentalnimi skladbami. Na vprašanje o eklekticizmu albuma je Mustaine dejal, da je Cryptic Writings razdeljen na tretjine. En del je temeljil na hitrejšem in agresivnejšem materialu, drugi je bil »radijsko usmerjena glasba, kot je Youthanasia«, zadnja tretjina pa je bila bolj melodična.
Po več kot enem letu od zadnjega koncerta se je Megadeth junija 1997 vrnil k nastopanju v živo, s skupino Misfits je začel svetovno turnejo s spremljevalnima skupinama Life of Agony in Coal Chamber pa turnejo po ZDA. Julija je skupina sodelovala na Ozzfestu '98, vendar je na polovici turneje Menza odšel na operacijo, saj naj bi mu odkrili tumor na kolenu. Jimmy DeGrasso, ki je sodeloval z Mustainom v MD.45, je bil najet za zamenjavo Menze do konca turneje. Čeprav je bil sprva začasna zamenjava, se je DeGrasso po turneji trajno pridružil skupini. Mustaine je pozneje dejal, da je Menzo odpustil iz skupine, ker je menil, da je bobnar lagal o raku.
Po radijskem uspehu albuma Cryptic Writings je Megadeth ponovno sodeloval z Dannom Huffom pri osmem studijskem albumu. Skupina je začela pisati januarja 1999 pod nadzorom menedžerja Buda Pragerja, ki je bil zaslužen za soavtorstvo petih od dvanajstih pesmi albuma. Prager je z velikimi pričakovanji po uspešnosti »Trust« na lestvici prepričal Mustaina, naj Huffu omogoči še večji nadzor nad snemanjem albuma, kar je Mustaine pozneje obžaloval.
Risk, ki je izšel avgusta 1999, je bil kritiški in komercialni neuspeh in je privedel do kritik številnih zvestih oboževalcev. Čeprav sta njegova dva predhodnika poleg tradicionalnega zvoka heavy metala združevala tudi rock elemente, je bil Risk skoraj brez metala. O glasbeni usmeritvi skupine je Dave Mustaine dejal: »Z Riskom smo dosegli najnižjo raven naše kariere in po tem sem si obljubil, da se bomo vrnili nazaj k svojim koreninam. To je trajalo nekaj časa.« Kljub temu je Risk v ZDA dosegel zlato naklado. Glavni singel albuma »Crush 'Em« se je pojavil v filmski glasbi filma Univerzalni vojak: Nazaj na bojnem polju in bil uporabljen kot uvodna skladba za hokejske tekme NHL in profesionalne rokoborbe.
14. julija 1999 je nekdanji bobnar Gar Samuelson umrl zaradi odpovedi jeter v starosti 41 let v Orange Cityju na Floridi. Enajst dni pozneje, med nastopom Megadetha na Woodstocku 1999, je Mustaine Samuelsonu posvetil pesem »Peace Sells«. Tistega meseca je Megadeth posnel tudi priredbo pesmi »Never Say Die« skupine Black Sabbath za drugi tribute album z naslovom Nativity in Black. Skupina je septembra začela svetovno turnejo v podporo albumu. Med evropskim delom turneje je igrala tudi s skupino Iron Maiden. Tri mesece po turneji je Friedman napovedal izstop iz Megadetha, kot razlog pa navedel glasbene razlike. Mustaine je kasneje dejal: »Po Risku sem [Martyju] rekel, da se moramo vrniti k svojim koreninam in igrati metal, on pa je odšel.« Januarja 2000 je Friedmana nadomestil kitarist Al Pitrelli, ki je prej igral pri skupinah Savatage in Trans-Siberian Orchestra.

### 2000–2004:The World Needs a Hero, razpad skupine in premor
Aprila se je Megadeth vrnil v studio, da bi delal na svojem devetem studijskem albumu. Mesec dni po začetku je skupina prejela ponudbo, da se pridruži turneji Maximum Rock s skupinama Anthrax in Mötley Crüe. Zato je začasno prekinila snemanje in drugo četrtino leta 2000 preživela na turneji po Severni Ameriki. Na začetku turneje je bil Anthrax odstranjen iz programa, kar je Megadethu omogočilo igranje razširjenega nabora pesmi. Vendar pa je bila prodaja vstopnic slaba.
Po 15 letih pri založbi Capitol Records je Megadeth založbo zapustil julija 2000. Po Mustainovih besedah je bil odhod posledica stalnih napetosti z vodstvom Capitol Records. Capitol je vrnil najnovejše posnetke skupine in izdal album z največjimi uspešnicami Capitol Punishment: The Megadeth Years z dvema novima skladbama: »Kill the King« in »Dread and the Fugitive Mind«. Novembra je Megadeth podpisal pogodbo s Sanctuary Records. Skupina se je oktobra vrnila v studio, da bi končala naslednji album The World Needs a Hero, ki je bil skoraj zaključen pred pridružitvijo turneji Maximum Rock. Po negativnem odzivu na Risk je Mustaine odpustil Buda Pragerja in sam produciral album. Vse pesmi je napisal Mustaine sam, razen »Promises«, h kateri je prispeval Pitrelli. Dva dni pred izidom albuma The World Needs a Hero se je Megadeth pojavil v epizodi VH1 Behind the Music, v kateri so nastopali Mustaine, Ellefson, več nekdanjih članov in Mustainova stara soigralca iz skupine Metallica James Hetfield in Lars Ulrich.
The World Needs a Hero je izšel maja 2001 in se na Billboard 200 uvrstil na šestnajsto mesto. V Maleziji je bil prepovedan, ko je vlada ugotovila, da so ilustracije na ovitku albuma »neprimerne za mladino«. Posledično je skupina odpovedala koncert 2. avgusta v Kuala Lumpurju. Album je označil vrnitev Megadetha k bolj agresivnemu zvoku po slogovnih variacijah njegovih prejšnjih dveh albumov, vendar so kritiki menili, da ni dosegel pričakovanj. Mustaine je album primerjal z ogromno ladjo na morju, ki se obrača in se poskuša spraviti nazaj v pravo smer. Njegov glavni singel »Moto Psycho« je dosegel 22. mesto Billboardove lestvice Mainstream Rock.

Sredi leta 2001 se je začela evropska turneja z AC/DC v podporo The World Needs a Hero, ki ji je septembra sledila ameriška turneja s skupinama Iced Earth in Endo. Mustaine je oboževalcem omogočil izbiro nabora pesmi v vsakem ameriškem mestu. Vendar je bila turneja po napadih 11. septembra prekinjena; vsi koncerti so bili odpovedani, vključno s snemanjem DVD-ja v Argentini. Skupina je namesto tega 16. in 17. novembra v Arizoni odigrala dva koncerta, ki sta bila posneta in izdana v prvem Megadethovem koncertnem albumu z naslovom Rude Awakening. Tistega leta je bil Killing Is My Business... and Business Is Good! remiksan in remasteriziran; ponovna izdaja je vključevala spremenjene ilustracije in več bonus pesmi.
Januarja 2002 je bil Mustaine hospitaliziran zaradi odstranitve ledvičnega kamna in prejel protibolečinska sredstva, ki so sprožila ponovitev njegove odvisnosti od drog. Po hospitalizaciji se je prijavil v center za zdravljenje v Teksasu. Tam je Mustaine nekega dne zaspal z levo roko naslonjeno čez zadnji del stola, kar mu je stisnilo radialni živec. Kasneje so mu diagnosticirali radialno nevropatijo, zaradi katere z levo roko ni mogel prijeti ali stisniti pesti.
3. aprila je Mustaine v sporočilu za javnost objavil, da razpušča Megadeth, saj zaradi poškodbe roke ne more igrati kitare. Naslednje štiri mesece je pet dni v tednu imel fizioterapijo in levo roko počasi začel zdraviti. Za izpolnitev pogodbenih obveznosti do Sanctuaryja je Megadeth izdal kompilacijski album Still Alive... and Well?. Prva polovica albuma vsebuje pesmi v živo posnete v Web Theatru v Phoenixu, v drugi polovici pa studijske posnetke albuma The World Needs a Hero.
Po skoraj enem letu okrevanja, vključno s fizioterapijo in elektrokonvulzivno terapijo, je Mustaine začel delati na svojem prvem solo albumu. Novo gradivo je oktobra 2003 posnel z najetima glasbenikoma Vinniejem Colaiutom in Jimmiejem Leejem Sloasom. Projekt je bil ustavljen, ko je Mustaine sprejel delo remiksanja in remasteringa Megadethovega osmega albuma pri Capitol Records, kjer je ponovno posnel dele, ki so bili pri prvotnem miksu izpuščeni ali spremenjeni brez njegove vednosti.

### 2004–2006: Reformacija,The System Has Failedin Gigantour
Maja 2004 se je Mustaine vrnil k svojemu solo projektu. Zaradi pogodbenih obveznosti do evropske založbe EMI je projekt izšel kot album Megadetha. Mustaine je preoblikoval skupino in se obrnil na priljubljeno zasedbo albuma Rust in Peace, da bi ponovno posnel spremljevalne skladbe. Medtem ko se je bobnar Nick Menza dogovoril za vrnitev, se Marty Friedman in David Ellefson nista mogla dogovoriti z Mustainom. Menza je bil kmalu po začetku vaj odslovljen, nekaj dni pred začetkom turneje v podporo prihajajočega albuma Megadetha. Mustaine je dejal, da je bil Menza premalo pripravljen na fizične zahteve ameriške turneje in »se preprosto ni izšlo«. To je bil prvi album brez Ellefsona. Chris Poland, ki je na prvih dveh albumih Megadetha igral prvo kitaro, je bil najet, da k novemu albumu prispeva kitarske solaže, pri čemer je prvič po 1980. letih sodeloval z Mustainom. Poland se je odločil, da bo pomagal le pri snemanju, saj je želel ostati osredotočen na svoj jazz fusion projekt OHM.
The System Has Failed je izšel septembra 2004. Kritiki so ga napovedali kot vrnitev v formo; Revolver je album pozitivno ocenil in ga označil za »najbolj maščevalno, ganljivo in glasbeno najbolj zapleteno Megadethovo daritev od albuma Countdown to Extinction iz leta 1992«. Album je pomenil premik proti zgodnejšemu zvoku skupine; novinarka Amy Sciarretto za CMJ New Music Report je zapisala, da album vsebuje »neo-thrash riffe z ostrimi, politično nabitimi besedili«. The System Has Failed se je povzpel na osemnajsto mesto lestvice Billboard 200, vodil pa ga je »Die Dead Enough«, ki je dosegel 21. mesto na ameriški lestvici Mainstream Rock. Mustaine je napovedal, da je to zadnji album zasedbe, kateremu bo sledila poslovilna turneja, po kateri se bo nato osredotočil na solo kariero.

Megadeth je oktobra začel svetovno turnejo Blackmail the Universe, v katero so vključili turnejskega basista Jamesa MacDonougha iz skupine Iced Earth in kitarista Glena Droverja iz skupin Eidolon in King Diamond. Pet dni pred prvim nastopom je Menzo zamenjal Shawn Drover, ki je pri skupini ostal kot redni član. Skupina je z Exodusom nastopila v ZDA z Diamond Headom in Dungeonom pa v Evropi. Junija 2005 je Capitol izdal kompilacijo z največjimi uspešnicami, Greatest Hits: Back to the Start, ki vsebuje remiksane in remasterizirane različice pesmi, ki so jih izbrali oboževalci Megadetha z albumov Capitola.
Sredi leta 2005 je Mustaine organiziral letno turnejo thrash metal festivala Gigantour. Megadeth je uvodno turnejo vodil s skupinami, kot so Dream Theater, Nevermore, Anthrax in Fear Factory. Nastopi na koncertih v Montrealu in Vancouvru so bili posneti za komplet DVD-in-CD, ki je izšel v drugi četrtini leta 2006. 9. oktobra je po uspehih The System Has Failed in svetovne turneje Blackmail the Universe Mustaine množici na razprodanem festivalu Pepsi Music Rock v Argentini napovedal, da bo Megadeth še naprej snemal in se udeleževal turnej. Koncert, ki je potekal na stadionu Obras Sanitarias v Buenos Airesu pred 25.000 oboževalci, je bil posnet in izdan na DVD-ju pod imenom That One Night: Live in Buenos Aires leta 2007.
Februarja 2006 je basist James MacDonough zapustil skupino zaradi »osebnih razlik«. Zamenjal ga je James LoMenzo, ki je sodeloval z Davidom Leejem Rothom in skupinama White Lion ter Black Label Society. Nova zasedba Megadetha je s skupino Testament debitirala v živo na festivalu Dubai Desert Rock Festival v Združenih arabskih emiratih. Marca je Capitol izdal dvojni DVD z naslovom Arsenal of Megadeth, ki je vseboval arhivske posnetke, intervjuje, oddaje in številne videospote skupine. Zaradi težav z licenciranjem ni bila vključena filmska glasba, pa tudi ne videospoti, ki niso izšli pri Capitolu. Drugi Gigantour se je začel v tretji četrtini leta 2006; Megadeth je bil ponovno naslovna skupina festivala, tokrat s skupinami Lamb of God, Opeth, Arch Enemy in Overkill. Turneja leta 2006 je vključevala tri nastope v Avstraliji, na katerih so nastopili tudi Soulfly, Arch Enemy in Caliban.

### 2006–2011:United AbominationsinEndgame
Maja 2006 je skupina objavila, da je njihov enajsti studijski album United Abominations skoraj dokončan. Mustaine, ki je izid albuma prvotno predvidel za oktober, je dejal, da mora skupina albumu dodati še »piko na i« ter izid preložil na maj naslednjega leta. Izid je komentiral: »Metal spet potrebuje tisto res dobro staro ploščo. Verjamem, da mi je uspelo.« United Abominations je bil prvi album skupine, na katerem so nastopili Glen Drover, Shawn Drover in James Lomenzo. Vsebuje tudi novejšo različico »A Tout le Monde« z naslovom »À Tout le Monde (Set Me Free)«. Različica iz leta 2007 je duet s Cristino Scabbia iz skupine Lacuna Coil; posneta je bila z nekoliko hitrejšim tempom od izvirnika in vsebuje podaljšan solo.
United Abominations je izšel maja 2007 in se povzpel na osmo mesto lestvice Billboard 200, v prvem tednu pa je bilo prodanih 54.000 izvodov albuma. Marca je Megadeth začel severnoameriško turnejo, kot spremljevalna skupina za na novo reformirano skupino Heaven & Hell. Skupina je za kanadske koncerte igrala z Down, ameriške pa z Machine Head. Sledila je evropska poletna festivalska turneja. Konec leta se je Megadeth vrnil v Združene države, da bi nastopil na turneji Tour of Duty. Novembra je skupina pripeljala Gigantour v Avstralijo s programom, ki je vključeval Static-X, DevilDriver in Lacuna Coil.
Januarja 2008 je Glen Drover zapustil Megadeth in izjavil, da je utrujen od pogostih turnej in da želi več časa preživeti s svojo družino. Kot razlog je navedel tudi osebne spore z drugimi člani skupine. Droverja je zamenjal Chris Broderick, prej iz skupin Nevermore in Jag Panzer. Mustainova družba za upravljanje je konec leta 2007 Brodericka najprej vprašala, ali bi ga zanimala avdicija za Megadeth. Po neformalnem srečanju v Mustainovi hiši je bil Broderick predstavljen kot novi kitarist skupine. Mustaine je pohvalil Broderickove kitarske sposobnosti in ga označil za »najboljšega kitarista, kar jih je kdaj imel Megadeth«. Broderickov nekdanji kolega iz skupine Nevermore, Van Williams, je Megadethu čestital, da je »dobil dobrega igralca, še pomembneje pa je, da so dobili odličnega kolega, s katerim se lahko družijo, in pravega prijatelja«.
Nova zasedba je debitirala 4. februarja v ledeni dvorani v Helsinkih. Kmalu zatem se je začel Gigantour 2008 z 29 koncerti v Severni Ameriki. Mustaine je želel krajši program pesmi, ki bi vsakemu v skupini omogočil dobro izvedbo. Na tretji turneji so nastopili tudi In Flames, Children of Bodom, Job for a Cowboy in High on Fire. Megadeth je maja in junija nadaljeval s turnejo po Južni Ameriki in Mehiki. Septembra 2008 je izšel kompilacijski album Anthology: Set the World Afire.
Februarja 2009 sta bila na evropski turneji »Priest Feast« na sporedu Megadeth in Testament, glavna zvezda pa so bili Judas Priest. Takrat je Metallica, ki je bila sprejeta v Hram slavnih rokenrola, povabila Mustaina, naj se udeleži slovesnosti. Mustaine je bil obveščen, da ga ne bodo uvrstili v Hram, ker so bile takšne časti podeljene le tistim članom, ki bili podpisani na albumih Metallice. Mustaine je skupini spoštljivo čestital, je pa ostal na evropski turneji z Judas Priestom. Aprila sta Megadeth in Slayer skupaj nastopila na Canadian Carnage. To je bil prvi skupen nastop po več kot 15 letih. Spremljevalni skupini štirih nastopov v poznem juniju sta bili Machine Head in Suicide Silence.
Maja je Megadeth končal s snemanjem svojega dvanajstega albuma z naslovom Endgame. Datum izida albuma je bil objavljen na uradni spletni strani Megadetha, Metal Hammer pa je prvi analiziral album skladbo po skladbo. Megadeth je svojo turnejo Endgame začel oktobra, končal pa jo je decembra. Na turneji so nastopile številne spremljevalne skupine, med drugim Machine Head, Suicide Silence in Warbringer. Januarja 2010 naj bi se Megadeth odpravil na turnejo American Carnage s Slayerjem in Testamentom, vendar je bila turneja zaradi operacije hrbta Toma Araye prestavljena. Nekaj tednov kasneje je bil Megadethov »Head Crusher« nominiran za najboljšo metal izvedbo na podelitvi grammyjev leta 2010, kar je bila osma nominacija za grammy skupine v 19 letih.

Marca se je Megadeth odpravil na turnejo ob 20. obletnici albuma Rust in Peace, ki je potekala v Severni Ameriki, na njej pa sta kot spremljevalni skupini nastopila tudi Testament in Exodus. Med turnejo je Megadeth v celoti odigral Rust in Peace. Pred začetkom turneje se je prvotni basist Ellefson po osmih letih ponovno pridružil Megadethu. V intervjuju za Classic Rock je izjavil, da se mu je oglasil Shawn Drover, ki ga je obvestil, da zasedbo zapušča basist LoMenzo, in mu rekel: »če je bil kdaj čas, da se ti in Dave [Mustaine] pogovorita, je to zdaj«.
Megadeth se je skupaj z Metallico, Slayerjem in Anthraxom, skupaj znanimi kot »velika četverica« thrash metala, dogovoril, da bodo sredi leta 2010 nastopili na istem odru. Ti nastopi so bili del festivala Sonisphere in so potekali v številnih evropskih državah. Eden takšnih nastopov v Sofiji v Bolgariji je bil posnet in izdan kot video album z naslovom The Big Four: Live from Sofia, Bulgaria. Nastopi so se naslednje leto nadaljevali v Združenih državah. Prvi je bil v Indiu v Kaliforniji in je bil takrat edini predviden nastop v ZDA, čeprav je kmalu zatem na stadionu Yankee v New Yorku potekala druga ameriška produkcija.
Megadeth in Slayer sta julija 2010 po evropskih nastopih »velike četverice« začela prvi del ameriške turneje American Carnage Tour, kjer je Megadeth v celoti odigral Rust in Peace, medtem ko je Slayer odigral svoj album Seasons in the Abyss, ki je prav tako izšel leta 1990. Od teh nastopov naprej je Vic Rattlehead redno nastopal na odru, da bi izboljšal vizualni vidik nastopov Megadetha v živo. Kmalu zatem sta se obe skupini združili z Anthraxom na glasbeni turneji Jägermeister konec leta 2010. Med zadnjim koncertom turneje se je Kerry King pridružil Megadethu na odru v Gibsonovem amfiteatru v Hollywoodu, da bi izvedel Megadethovo pesem »Rattlehead«. To je bilo prvič po letu 1984, da je King s skupino nastopil na odru. Megadeth in Slayer sta si marca in aprila 2011 ponovno delila oder na evropski Carnage turneji. Megadeth je kot glavna zvezda julija in avgusta istega leta nastopil tudi na četrtem letnem festivalu Rockstar Mayhem.
Septembra je skupina izdala DVD album Rust in Peace Live, posnet na Hollywood Palladiumu v Los Angelesu. Kasneje istega meseca je Megadeth izdal »Sudden Death« za videoigro Guitar Hero: Warriors of Rock. Skladbo so naročili založniki franšize Guitar Hero, ki so želeli, da pesem vsebuje temna besedila in več kitarskih solov. Na podelitvi grammyjev 2011 je bila nominirana za najboljšo metal izvedbo.

### 2011–2015:ThirteeninSuper Collider
Megadeth se je nato vrnil v svoj studio Vic's Garage, da bi posnel svoj trinajsti album. Produciral ga je Johnny K, ker Andy Sneap, producent prejšnjih dveh albumov, ni bil na voljo. Album je nosil naslov Thirteen in je vseboval že izdane skladbe, kot sta »Sudden Death« in »Never Dead«. Izšel je novembra 2011 in se uvrstil na enajsto mesto na Billboard 200; njegov glavni singel »Public Enemy No. 1« pa je prejel nominacijo za grammyja za najboljšo izvedbo hard rocka/metala, vendar ni zmagal. Kmalu po izidu albuma je Dave Mustaine izjavil, da bo po štiriletnem premoru v začetku leta 2012 nova turneja Gigantour. Program so poleg Megadetha sestavljali še Motörhead, Volbeat in Lacuna Coil. Po zaključku Gigantourja sta se Rob Zombie in Megadeth poleti 2012 odpravila na devetdnevno turnejo po ZDA.
Septembra 2012 je bilo napovedano, da bo Megadeth v počastitev 20. obletnice albuma ponovno izdal Countdown to Extinction. Ob tej priložnosti je Megadeth začel turnejo, na kateri je skupina odigrala ta album v celoti. En koncert, posnet v gledališču Pomona Fox, je izšel naslednje leto kot koncertni album Countdown to Extinction: Live. Še ena pesem albuma Thirteen, »Whose Life (Is It Anyways?)«, je bila nominirana za najboljšo izvedbo hard rocka/metala na podelitvi nagrade grammy leta 2013, vendar jo je premagala  Halestormova »Love Bites (So Do I)«.
Avgusta je Megadeth napovedal snemanje svojega štirinajstega albuma s producentom Johnnyjem K. V začetku leta 2013 je skupina prekinila pogodbo z Roadrunner Records in prešla pod Mustainovo novo založbo Tradecraft, ki je imela pogodbo za distribucijo z Universal Music Group. Album Super Collider je izšel junija in se uvrstil na šesto mesto na Billboard 200, kaj je bila najvišja uvrstitev albuma skupine vse od albuma Youthanasia iz leta 1994. Reakcija kritikov pa je bila v veliki meri negativna. Kmalu po izidu Super Colliderja je Mustaine izjavil, da je že začel razmišljati o petnajstem albumu Megadetha. Rekel je, da je to spodbudila smrt kitarista Slayerja Jeffa Hannemana, kar mu je dalo občutek umrljivosti. Mustaine je pojasnil: »Veste, časa je malo. Nihče ne ve, kako dolgo bo živel. Vidite, kaj se je zgodilo z Jeffom Hannemanom, zato želim napisati čim več, dokler lahko.«
Gigantour 2013 je vključeval skupine Black Label Society, Hellyeah, Device in Newsted. Na zadnjem koncertu se je Jason Newsted, nekdanji basist Metallice, pridružil Megadethu na odru za izvedbo »Phantom Lord«, pesmi, ki jo je Mustaine napisal v času svojega sodelovanja z Metallico. V začetku leta 2014 bi moral Megadeth igrati na festivalu Soundwave v Avstraliji, vendar se je umaknil zaradi nestrinjanja s promotorjem turneje A. J. Maddahom glede sporeda vzporednih koncertov s skupino Newsted. Icon, kompilacija enajstih pesmi Megadeth iz obdobja pri Capitol Records, je izšla februarja tega leta kot del istoimenske serije založbe Universal Music.
Skupina je imela v drugi polovici leta 2014 nekaj težav. Avgustovski koncert v Tel Avivu je bil odpovedan zaradi oboroženega spopada med Izraelom in Gazo. Megadeth naj bi se konec septembra pojavil na turneji Motörheada z imenom Motörboat, vendar so odpovedali nastop zaradi Mustainovih zapletov po operaciji vratnega vretenca. Konec novembra je Drover po desetih letih zapustil skupino, saj se je želel ukvarjati z lastnimi glasbenimi interesi. Temu je hitro sledil odhod Brodericka zaradi umetniških in glasbenih razlik. Ellefson je zanikal govorice, da bi Megadeth razpadel, in dejal, da bosta z Mustainom še naprej delala na novi glasbi. Mustaine je dejal, da je bil eden od razlogov za Broderickov in Droverjev odhod frustracija, ki jo je povzročila Megadethova baza oboževalcev, ki je zahtevala vrnitev Friedmana in Menze.

### 2015–2019:Dystopia
Bobnar skupine Lamb of God Chris Adler in kitarist Kiko Loureiro iz Angre sta bila sprejeta v skupino za snemanje petnajstega studijskega albuma, po tem, Mustainu ni uspelo ponovno zbrati zasedbe albuma Rust In Peace. Oktobra 2015 je Megadeth pretočno predvajal »Fatal Illusion« z albuma Dystopia, ki je izšel januarja 2016. V podporo albumu se je Megadeth februarja in marca podal na severnoameriško turnejo s Suicidal Tendencies, Children of Bodom in Havok (čeprav so menedžerji Megadetha kmalu umaknili Havok s turneje po sporu glede pogodbe). Mustaine je sporočil, da Adler, ki je nastopal z Lamb of God in Megadeth, ni več v skupini zaradi sporov glede urnikov med obema skupinama. Na njegovo priporočilo ga je zamenjal Dirk Verbeuren iz Soilworka. Druga turneja po ZDA je potekala septembra in oktobra skupaj z Amon Amarth, Suicidal Tendencies, Metal Church in Butcher Babies. Nekdanji bobnar Menza je 21. maja 2016 med nastopom z OHM v jazz klubu v Los Angelesu umrl zaradi srčnega napada.
Mustaine je na vprašanje o morebitnih nadaljnjih koncertih velike četverice pozval »pristojne«, naj pomagajo pripraviti novo turnejo Big Four v letu 2017, saj vse skupine promovirajo nove albume. Naslovna pesem Dystopia je na podelitvi nagrad grammy 2017 prejela nagrado grammy za najboljšo metalsko izvedbo, kar je bila prva zmaga skupine po 12 nominacijah. Mustaine, Loureiro, Ellefson in Verbeuren so se udeležili slovesnosti, vendar se je ni udeležil bobnar albuma in prejemnik nagrade Chris Adler. Med prevzemom nagrade je domači bend zaigral skladbo »Master of Puppets« Mustaineove nekdanje skupine Metallica, kar je povzročilo nekaj polemik med oboževalci.
Junija 2017 je Mustaine v intervjuju z No Brown M&Ms dejal, da se bo Megadeth konec leta vrnil v studio, da bi začel delati na svojem šestnajstem studijskem albumu. Pojasnil je: »Načrtujemo vrnitev v studio, verjetno se bomo vrnili konec leta in začeli naokoli metati nekaj idej. Razmišljamo o novembru ali decembru.« Mesec dni kasneje je Mustaine na Twitterju izjavil, da je začel »zbirati ideje« za novi album, vendar je izjavil, da bodo »verjetno« v studio stopili in začeli snemati sredi leta 2018, za izdajo leta 2019.
Leta 2018 je Megadeth ob 35. obletnici delovanja ponovno izdal svoj prvenec iz leta 1985 Killing Is My Business... And Business Is Good!, ki so ga poimenovali Killing Is My Business... and Business Is Good! - The Final Kill. Izdan je bil 8. junija 2018 kot deluks paket, ki vsebuje predelane različice vseh pesmi po Mustainovi viziji, prenovljeno različico pesmi »These Boots« z besedilom, prilagojenim različici Leeja Hazlewooda, redke izvedbe pesmi med turnejo Flesh Tour Alicea Cooperja in demo s tremi pesmimi iz leta 1984.

### 2019–danes:The Sick, the Dying... and the Dead
Skupina je prvotno načrtovala nastop na prvem križarjenju MegaCruise, ki bi sovpadlo z izidom naslednjega albuma, z izplutjem 13. oktobra 2019 iz Los Angelesa in prihodom v pristanišče San Diega in Ensenada, preden bi se 18. oktobra vrnili. MegaCruise je vključeval tudi nastope drugih heavy metal skupin, kot so Lamb of God, Anthrax, Testament, Overkill, Corrosion of Conformity, Queensrÿche, Armored Saint, Metal Church, Suicidal Tendencies, DragonForce, Doro, John 5, Death Angel in Toothgrinder, vendar Megadeth ni bil prisoten zaradi Mustainove bolezni. Namesto tega je šlo za nastop v živo, na katerem so člani posameznih skupin igrali pesmi skupine Kiss.
10. maja 2019 je Megadeth v studiu v Franklinu, Tennessee, začel s predprodukcijo naslednjega albuma. Ponovno so združili moči s koproducentom Dystopie Chrisom Rakestrawom. 17. junija je skupina napovedala, da bodo vsi nastopi, načrtovani za leto 2019 (z izjemo MegaCruise), odpovedani, ker je bil Mustainu diagnosticiran rak na grlu; med odpovedanimi nastopov je bil tisti v podporo Ozzyja Osbourna na severnoameriški turneji No More Tours II, ki je bila zaradi poškodbe in pljučnice Osbourna prestavljena s poletja 2019 na poletje 2020. Zamenjal jih je Marilyn Manson. Kljub Mustainovi bolezni se je skupina zaobljubila, da bo še naprej delala na svojem novem albumu. 6. novembra je Mustaine na Instagramu delil videoposnetek dela pesmi s prihajajočega albuma, ki je bil prvotno predviden za izid leta 2019. Megadeth je 17. julija napovedal sodelovanje z Gimme Radio in Richard Childress Racing pri dirkalniku Chevrolet Camaro št. 2 Gimme Radio, ki ga je 20. julija na dirki New Hampshire 200 vozil Tyler Reddick. 21. avgusta je skupina objavila, da se bodo januarja in februarja 2020 odpravili na prvo turnejo po Mustainovi bolezni, pri čemer jih bodo na evropski turneji spremljali Five Finger Death Punch in Bad Wolves.
Megadeth se naj bi poleti 2020 predvidoma odpravil na turnejo po Severni Ameriki z Lamb of God, poimenovano »The Metal Tour of the Year«, s Trivium in In Flames kot spremljevalnima skupinama, vendar je bila turneja zaradi pandemije koronavirusne bolezni 2019 prestavljena. Turneja je bila preložena na poletje 2021, pri čemer je Hatebreed zamenjal In Flames, ker se je bil slednji prisiljen umakniti zaradi težav z mednarodnimi vizumi, ki jih je povzročila pandemija. Megadeth je sredi leta 2020 znova vstopil v studio v Nashvilleu, da bi nadaljeval snemanje svojega novega albuma, ki naj bi bil predvidoma izdan leta 2021.
Medtem ko je 9. januarja 2021 na Zoomu za oboževalce gostil Masterclass »Front Row Live«, je Mustaine napovedal, da se bo naslov prihajajočega albuma glasil The Sick, the Dying... and the Dead!, vendar je navedel, da bi se naslov morda lahko še spremenil. 24. maja je Mustaine po razkritju zasebnih spolnih video posnetkov razglasil, da je skupina ponovno odpustila Ellefsona. Ellefson je kasneje potrdil, da je bil dejansko odpuščen deset dni prej, 14. maja; video posnetki so se prvotno pojavili 10. maja. Posledično je Mustaine izjavil, da se Ellefson ne bo nikoli več mogel pridružil skupini.
V Mustainovem radijskem programu radia Gimme z naslovom The Dave Mustaine Show je Mustaine 17. junija dejal, da se basovski posnetki, ki jih je Ellefson posnel maja 2020, ne bodo pojavili na prihajajočem albumu in da jih bo ponovno posnel drug basist. To je bilo tudi storjeno, vendar Mustaine ni takoj povedal, kdo je novi basist. Razkril je tudi naslov pesmi z albuma z naslovom »The Dogs of Chernobyl«. Mustaine je kmalu zatem potrdil izbiro novega basista s sliko, na kateri sta bila prikazana vrat bas kitare in neznani član na tleh za stolom, vendar imena ni razkril, ampak je dejal, da ga bo kmalu. Nekdanji basist James LoMenzo se je skupini pridružil na turneji, Steve Di Giorgio iz skupine Testament pa je sodeloval kot basist na albumu The Sick, the Dying... and the Dead!, ki bo izšel septembra 2022. LoMenzo je bil 31. maja razglašen za uradnega basista skupine.
Po več kratkih napovednikih je bil 23. junija objavljen prvi singel z albuma »We'll Be Back« in seznam skladb.

## Polemike
Mustaine je pogosto razburjal z izjavami za medije, običajno v zvezi s težavami z nekdanjimi soigralci skupine Metallica. Zamere so bile zaradi njegove izključitve iz skupine, načina izvedbe in nesoglasij glede zaslug za pisanje pesmi. Mustaine je jezo izrazil v filmu Metallica: Some Kind of Monster, v prizoru, ki ga pozneje ni odobraval, saj se mu je zdelo, da je napačno prikazan in da ne predstavlja celotnega obsega tega, kar se je zgodilo med srečanjem.
Med izvedbo »Anarchy in the UK« leta 1988 v Antrimu na Severnem Irskem je Mustaine pijano in zmedeno posvetil pesem »stvari« »vračanja Irske Ircem!« Mustaine je pred zadnjo pesmijo dejal: »Ta je za stvar! Vrnite Irsko Ircem!« To je med občinstvom povzročilo nemire in pretepe med katoličani in protestanti v občinstvu. Skupina je morala nazaj v Dublin potovati v neprebojnem avtobusu. Mustaine je pozneje dejal, da so ga prodajalci majic zavedli o pomenu izraza »Stvar«. Incident je služil kot navdih za pesem »Holy Wars ... The Punishment Due«.
Polemike in napačno interpretirana besedila so skupini povzročila težave. Leta 1988 je MTV menil, da pesem »In My Darkest Hour« spodbuja samomor ter video prepovedal. Postaja je iz istega razloga prepovedala videospot za »A Tout le Monde«, čeprav je Mustaine dejal, da je bila pesem napisana z vidika umirajočega moškega, ki svojim najbližjim govori svoje zadnje besede. Po njegovem mnenju je MTV videoposnetke za »Skin o 'My Teeth« in »Symphony of Destruction« označil za »malce preveč ostre« in jih ni hotel predvajati.
Med svetovno turnejo leta 2001 je malezijska vlada prekinila nastop skupine v prestolnici države, ker so oblasti negativno dojemale podobo in glasbo skupine. Vlada je maskoto skupine Vic Rattlehead označila za neprimerno in članom povedala, da bodo aretirani, če bodo nastopili. Dave Mustaine je odgovoril: »Zavedam se, kaj poskuša narediti malezijska vlada, občudovanja vredno je, da skušajo zaščititi mlade v državi. To pa samo kaže na stopnjo nevednosti in apatije, ki jo ima vlada do problema.«

Leta 2003 je Mustaine po okrevanju po poškodbi roke, ki mu je ogrozila kariero, postal ponovno rojen kristjan. Manjše polemike je sprožila Mustainova napoved, da Megadeth zaradi njegove spreobrnitve nekaterih pesmi ne bo več igral v živo. Maja 2005 naj bi Mustaine zagrozil, da bo odpovedal koncerte v Grčiji in Izraelu z ekstremnimi metal skupinami Rotting Christ in Dissection zaradi protikrščanskih prepričanj skupin. Zaradi tega sta obe skupini preklicali nastope.
Julija 2004 je nekdanji basist Ellefson tožil Mustaina za 18,5 milijona dolarjev na okrožnem sodišču južnega okrožja zvezne države New York v Združenih državah Amerike. Ellefson je trdil, da ga je Mustaine opeharil za del prihodka od prodaje licenčnega blaga in avtorskih honorarjev. Tožba je bila leta 2005 zavrnjena in Mustaine je vložil protitožbo, v kateri je trdil, da je Ellefson uporabil ime skupine v oglasu za glasbeno opremo; tožba je bila rešena zunaj sodišča.
10. maja 2021 so bili na Twitterju objavljeni spolno eksplicitni videoposnetki Ellefsona. Videoposnetki, ki naj bi jih posnela oboževalka, s katero si je Ellefson dopisoval, so sprva sprožili obtožbe o zalezovanju otrok. Vendar sta Ellefson in druga stran obtožbe zanikala, oboževlka pa je javno zatrdila, da je odrasla oseba in da je videoposnetke na njeno nevednost objavila tretja oseba. Ellefson je stopil v stik s policijsko upravo Scottsdale (SPD) in zahteval obtožnico zaradi maščevalne pornografije. Ellefson je opravil poligrafski test, da bi potrdil svoje trditve, in policiji predložil fotografijo vozniškega dovoljenja oboževalke, da bi dokazal njeno starost. Prav tako je delil posnetke zaslonskih slik sporočil Snapchat in WhatsApp, povezanih z obtožbami. Ellefsonova partnerka je priznala, da je videoposnetek delila z nekaterimi prijatelji, vendar ni bila prepričana, kako se je razširil med druge. V poročilu SPD je navedeno, da oboževalka dejanje »obžaluje in da se je strinjala, da bo na Instagramu objavila izjavo«, da »je bila med njunim virtualnim spolnim srečanjem, odrasla oseba in da v dejanje ni bila prisiljena.« Ellefson je nato 10. maja objavil njeno izjavo in svojo lastno izjavo, v kateri je trdil, da so obtožbe o zalezovanju otrok lažne. Ellefson je izjavil, da ni bil na noben način izsiljen in da verjame, da videoposnetki njunega sporazumnega odraslega srečanja niso prišli v javnost namerno. Megadeth je naslednji dan izdal uradno izjavo, v kateri je zapisal, da situacijo »pozorno spremljajo«. Mustaine je 24. maja 2021 sporočil, da je bil Ellefson odpuščen iz skupine.

## Umetnost

### Vplivi in slog
Tradicionalne heavy metal skupine, kot so UFO, Black Sabbath, Budgie, novi val britanskih heavy metal skupin (NWOBHM), kot so Judas Priest, Motörhead, Iron Maiden, Diamond Head in Venom, ter punk rock skupine, kot so Sex Pistols in Ramones, so pomembno vplivale na zvok Megadetha. Na kitarski slog skupine so vplivale tudi hard rock skupine, kot so AC/DC, Queen in Led Zeppelin, pa tudi nemške skupine, kot sta Scorpions in Accept. Čeprav ima glasba korenine v punku, je univerzitetni profesor Jason Bivins zapisal, da je Megadeth sledil osnovam Motörheada in Iron Maidena. Slog je opisal kot mešanico »instrumentalne virtuoznosti NWOBHM-a s hitrostjo in agresijo hardcore punka«, lirični navdih pa naj bi črpali tudi iz grozo-obsedene punk skupine Misfits. Mustaine je kot posnetke, ki so vplivali nanj, navedel tudi albume Beatlov in Davida Bowieja.
Mustaine je glavni komponist skupine. Razvija pesmi, ki se začnejo z določenim riffom, ki s spremembami postane osrednji del pesmi. Dejal je, da so fragmenti pesmi sestavljeni ločeno, nato pa skupina iz njih naredi zgoščeno strukturo. Bobnar Shawn Drover je izjavil, da je Mustaine v preteklih letih prihranil veliko riffov in da nekaj nedavnega materiala temelji na teh demo posnetkih. Ellefson je izjavil, da skupina nenehno ustvarja nov material in da se snemanje začne z izmenjavo idej, nato pa skupina vstopi v studio in razpravlja o konceptu, režiji, umetniških delih in naslovih pesmi. Besedila so običajno napisana po aranžmaju glasbe. Mustaine je ob razpravi o besedilih skupine dejal, da številne teme izvirajo iz literature, na primer iz romanov Georgea Orwella.
Glasba Megadetha in njegovih sodobnih underground metal skupin iz osemdesetih let je vsebovala ostre vokale, vzorce dvojnih bas bobnov, staccato riffe, power akorde, alternativno igranje z desno roko in piskajočo prvo kitaro; albumi iz tega obdobja so nastajali z nizkimi proračuni. Mustaine je po ustanovitvi Megadetha sledil thrash metal slogu svoje prejšnje skupine Metallica z večjim poudarkom na hitrosti in intenzivnosti. Za glasbo Megadetha je značilna urejena instrumentalna izvedba, ki vsebuje hitre ritmične odseke, zapletene aranžmaje in renčeči vokal. Na vprašanje, naj opiše Megadethov kitarski slog, je Mustaine odgovoril: »Ko greš na nastop in vidiš kitarista, ki tam samo stoji, je to kitarist. Thrash kitarist je nekdo, ki igra, kot, da bi rad ven iz kitare potegnil čreva.« Večina pesmi je posnetih v standardnem uglaševanju kitare, saj Mustaine meni, da zagotavlja boljšo melodijo kot alternativne metode uglaševanja. Leta 2017 je David Ellefson v nekem intervjuju govoril o tem, kako je skupina pred kratkim začela uporabljati nižje uglaševanje, in sicer: »s starostjo je to povsem naravno, za pevce je to lahko velik napor, zato namesto da bi prenehali, naredimo kaj? No, kitare oglasimo malo nižje in poiščemo način, kako se naporu izogniti.«
V prvih dneh skupine je bil Mustaine ritem kitarist, Chris Poland pa prvi kitarist. Poland je nastopil le na prvih dveh albumih Megadetha; (kasneje je sicer igral tudi v albumu The System Has Failed leta 2004); glasbena novinarja Pete Prown in Harvey P. Newquist mu pripisujeta, da je glasba postala bolj barvita zaradi njegovih jazz vplivov. Po besedah nekdanjega urednika Metal Maniacsa Jeffa Wagnerja je tehnika pisanja pesmi dosegla vrhunec s četrtim albumom Rust in Peace, ki ga je opisal kot »naval natančnosti in fluidnosti, s čimer je uveljavil trditev, da je Megadeth svetovno najsodobnejša umetniška speed metal skupina«. Muzikolog Glenn Pillsbury je izjavil, da je kitarsko delo na albumu mešanica Mustainovega »nadzorovanega kaosa« in »tehnične briljantnosti« Martyja Friedmana. Studijski albumi, ki so izšli sredi in v poznih devetdesetih letih, so vsebovali pesmi s strnjeno strukturo in manj zapletenimi riffi.
Besedila Megadetha se pogosto osredotočajo na smrt, vojno, politiko in vero. Lirika se osredotoča na nihilistične teme, občasno pa obravnava teme, kot so odtujenost in družbeni problemi. Najzgodnejše pesmi so vsebovale teme, kot so okultizem, nasilje in satanizem. Jedrska vojna in vladne zarote sta bili glavni temi na albumih, kot sta Rust in Peace in Countdown to Extinction. Med komercialnim vrhuncem Megadetha se je Mustaine ukvarjal z bolj osebnimi temami, kot so odvisnost in intimni odnosi. Mustaine je za besedila Cryptic Writings dejal, da je želel napisati pesmi, ki bi bile bolj všeč širšemu občinstvu. Naslov albuma United Abominations je satirična igra iz imena United Nations (Združenih narodov); Mustaine je kritiziral neučinkovitost organizacije na številnih pesmih na tem albumu. Kasnejši albumi so vsebovali besedila v podobnem smislu.

### Zapuščina
Megadeth, ki je po vsem svetu prodal okoli 38 milijonov izvodov albumov, je ena redkih skupin z ameriške underground metal scene iz osemdesetih let, ki je dosegla množični komercialni uspeh. Megadeth skupaj s sodobniki Metallico, Slayerjem in Anthraxom velja za eno osrednjih ustanovnih skupin thrash metala. Te skupine se pogosto imenujejo »velika četverica« thrash metala in naj bi bile odgovorne za razvoj in popularizacijo žanra. Loudwire je Megadeth uvrstil kot tretjo najboljšo thrash metal zasedbo vseh časov in pohvalil »provokativna besedila in miselno virtuoznost«. CMJ New Music Report je debitantski album skupine označil za ključno izdajo in predstavnika »zlate dobe speed metala«. Billboard je drugi album skupine Peace Sells... but Who's Buying? imenoval za »mejnik thrash gibanja«, katerega besedila so še vedno aktualna. MTV je skupino prepoznal tudi kot vplivno metal skupino in izpostavil tehnični vidik zgodnjih albumov.
Megadeth velja za eno najbolj glasbeno vplivnih skupin, ki je nastala v osemdesetih letih. Kot del zgodnjega ameriškega thrash metal gibanja je glasba skupine neposredno vplivala na death metal. Sociolog Keith Kahn-Harris je zapisal, da je glavni uspeh Megadetha eden od razlogov za širitev ekstremnega metala v države, kjer prej ni bil znan. Zvok in umetnosti albuma so vplivale na številne thrash metal skupine v 21. stoletju, med njimi Toxic Holocaust in Warbringer. Po podatkih Nielsen SoundScan je Megadeth med letoma 1991 in 2014 v ZDA prodal 9,2 milijona izvodov albumov.

## Zasedba
Trenutni člani
- Dave Mustaine – kitara, vodilni vokali (1983–2002, 2004–danes)
- James LoMenzo – bas, spremljevalni vokali (2006–2010, 2022–danes)
- Kiko Loureiro – kitara, spremljevalni vokali (2015–danes)
- Dirk Verbeuren – bobni (2016–danes)

## Diskografija
- Killing Is My Business... and Business Is Good! (1985)
- Peace Sells... but Who's Buying? (1986)
- So Far, So Good... So What! (1988)
- Rust in Peace (1990)
- Countdown to Extinction (1992)
- Youthanasia (1994)
- Cryptic Writings (1997)
- Risk (1999)
- The World Needs a Hero (2001)
- The System Has Failed (2004)
- United Abominations (2007)
- Endgame (2009)
- Thirteen (2011)
- Super Collider (2013)
- Dystopia (2016)
- The Sick, the Dying... and the Dead! (2022)[265]

## Priznanja
Classic Rock Roll of Honour Awards:
- 2014: Metal Guru – Dave Mustaine

Clio Awards:
- 2016: Silver Winner – »The Megadeth VR Experience«

Genesis Awards:
- 1993: Doris Day Music Award – Countdown to Extinction

Grammy:
- 2017: Najboljša metal izvedba – »Dystopia«[3]

Loudwire Music Awards:
- 2011: Metal album leta – Thirteen
- 2011: Metal pesem leta – »Public Enemy No. 1«
- Metal Hammer Golden Gods Awards:[336]

- 2007: Riff Lord – Dave Mustaine
- 2015: Golden God – Dave Mustaine

Revolver Golden Gods Awards:
- 2009: Golden God – Dave Mustaine